# C/2007 E2 (Lovejoy)
C/2007 E2 (Lovejoy) este o cometă neperiodică de culoare verzuie descoperită în Emisfera Sudică la data de 15 martie 2007 de astronomul amator australian Terry Lovejoy. Cu o magnitudine de 9,5 în spectrul vizibil  în momentul primelor observații, cometa a câștigat în strălucire pentru a atinge 7,6 până la 8,5 în cursul lunii aprilie 2007. În perioada de la 15 martie la 30 aprilie, a fost observabilă fără dificultate cu binoclu și se situa în Emisfera Nordică după 20 aprilie.